# James Malcolm Rymer
James Malcolm Rymer (1814-1884) va ser un escriptor britànic del segle xix de penny dreadfuls, i és coautor amb Thomas Peckett Prest de Varney the Vampire (1847) i The String of Pearls (1847), en el qual el famós personatge malvat Sweeney Todd fa el seu debut literari.
La informació sobre Rymer és incompleta. Era d'origen escocès, tot i que va néixer a Clerkenwell, Londres, l'1 de febrer de 1814. Al Directori de Londres del 1841 figura com a enginyer civil, que vivia al carrer Burton 42, i el catàleg del Museu Britànic l'esmenta el 1842 com a editor de la revista Queen's. Entre 1842 i 1867 va escriure fins a 115 novel·les populars per al llibreter i editor anglès, Edward Lloyd, inclosos els més venuts Ada the Trarayed, Varney the Vampyre i The String of Pearls. Les novel·les de Rymer van aparèixer a Anglaterra amb el seu propi nom, així com pseudònims anagramàtics com Malcolm J. Errym i Malcolm J. Merry.
Va morir l'11 d'agost de 1884 i va ser enterrat al cementiri Kensal Green, a l'oest de Londres.

## Aparicions de ficció
James Malcolm Rymer apareix com a narrador de la saga de Springheel, sèrie dos: The Legend of Springheel'd Jack, de The Wireless Theatre Company. Ambientada al 1845, Rymer és interpretat per John Holden-White.